# Megaciella microtoxa
Megaciella microtoxa är en svampdjursart som först beskrevs av Dickinson 1945.  Megaciella microtoxa ingår i släktet Megaciella och familjen Acarnidae. Inga underarter finns listade i Catalogue of Life.